# Vestel
Vestel est une entreprise turque d'électroménager et d'électronique grand public fondée en 1984. Basée à Manisa, près d'Izmir, elle fabrique des téléviseurs pour de grandes marques européennes et vend sous son nom en Europe de l'Est et au Moyen-Orient. Elle fait partie de l'indice ISE-100 de la bourse d'Istanbul et emploie 13 000 personnes à travers le monde.

## Histoire
Vestel a été rachetée en 1994 au groupe Polly Peck d'Asil Nadir par Ahmet Zorlu, président de la Holding Zorlu. À cette date, elle ne produisait que 360 000 téléviseurs par an. En 2012, elle en produit 11 millions (6 % du marché mondial) et plus de 7 millions de réfrigérateurs et machines à laver. L'entreprise est aussi montée en gamme en fabriquant des modems et des décodeurs satellites, avant de se lancer dans les ordinateurs portables et la téléphonie à partir de 2007 (avec un succès relatif).
En 2012, elle est présente dans les tablettes numériques grâce à un contrat gouvernemental signé en 2011 pour l'équipement des écoles, et s'apprête à entrer sur le marché des smartphones, des écrans tactiles et des LED.
En 2014, Vestel est entré sur le marché des smartphones.
En 2016, Vestel ferme une usine à Aleksandrov en Russie qui produisait des téléviseurs LCD, des réfrigérateurs et des lave-linges.

## Divers
Vestel a sponsorisé le Manisaspor, le club de football de Manisa pendant six saisons (2000 à 29 août 2007).

## Marques
Vestel fabrique de nombreux produits sous marque blanche qui sont généralement commercialisées par ses clients sous marque de distributeur. Vestel produit aussi du matériel de « grandes marques » vendu sous licence.
- Acoustic Solutions, fabricant de téléviseurs.
- Apollo, marque vendue au Portugal chez Radio Popular
- AYA, marque vendue chez BUT
- Clayton marque vendue par le groupe Carrefour.
- Continental Edison, Marque appartenant à Cdiscount (groupe Casino)
- Celcus, marque anglaise exclusivement vendue par les supermarchés Sainsbury's.
- Digihome, marque de biens de consommation électroniques.
- Electra, marque d'électroménager au Royaume Uni.
- EssentielB, marque vendue par Boulanger
- Edenwood, marque vendue par Électro Dépôt.
- Finlux (en), marque de biens de consommation électroniques finlandaise.
- GoGen, marque d'Europe de l'est de postes de télévision et autres produits électroniques.
- Graetz, marque d'électroménager allemande.
- Grandin marque d’électroménager de Conforama, entreprise française.
- Hitachi (2019, TV).
- HAIER, marque chinoise, fait fabriquer certains produits par Vestel (ex : lave-vaisselle)
- Inno-Hit (it), marque de télévisions italienne.
- Isis, marque de télévision et d'électroménager au Royaume Uni.
- JVC[3] (années 2010)
- Kendo fabrique des postes de télévision.
- Kunft, marque de TV Vendue Chez Worten(Groupe Sonae)
- Luxor, ancienne marque suédoise précédemment détenue par Nokia.
- MAXWELL, marque fabriquant des postes de télévision, des lecteurs de DVD, et de l'électroménager (principalement des réfrigérateurs, climatiseurs, cuisinières, lave-linge).
- New Pol
- Nexon[Quoi ?]
- Océanic, marque Vendue par Cdiscount
- Panasonic, sur les grands modèles (102cm et +(C'est le firmware qui est copié))  série CX300  et CX400
- Pekel, marque d'électroménager, dont le groupe italien Merloni Elettrodomestici SpA a 54 % du capital[4],[5],[6],[7],
- Philips
- PRINCETON
- Regal (tr), marque turque.
- SEG, marque allemande et russe.
- Servis (en), marque d'électroménager au Royaume Uni.
- SHARP, l'entreprise japonaise Sharp Corporation a confié l'exploitation de sa marque en Europe pour l'électroménager[8]
- Techwood, marque de produits électroniques (télévisions, etc.).
- Telefunken, marque de télévisions allemande.
- Tucson, marque no-name vendue chez E-Leclerc
- Vestfrost (en), une ancienne marque d'électroménager danoise.
- Walker pour le marché irlandais.
- Waltham, ancienne marque anglaise rachetée par Vestel, vendue en France par Electro Dépôt (puis sous le nom EdenWood).
- Westline